# Billet de 500 francs 1817
Pour les articles homonymes, voir 500 francs.
Recto
Chronologie
500 francs Germinal 500 francs noir
Le 500 francs 1817 est un type de billet de banque en francs français créé le 2 janvier 1818 par la Banque de France et émis le 19 mars 1818 à la place du 500 francs Germinal. Il sera remplacé par le 500 francs noir de type 1842.

## Historique
En 1817, l'institut d'émission décide la fabrication de deux nouveaux billets de 1000 et 500 francs, ce dernier devant remplacer le type Germinal de 1807.
Ces billets ont été définitivement privés du cours légal en décembre 1897.

## Description
La vignette a été dessinée par Charles Normand et gravée par André Galle.
Le motif se constitue essentiellement d'une frise rectangulaire reprenant des motifs néoclassiques avec, au centre, les mentions d'usage composées selon la typographie inventée par Firmin-Didot.
À partir de 1824, le filigrane devient clair et non plus opaque. En 1827, la date de création, jusqu’alors manuscrite, est imprimée. En 1829, le timbre à l’identique disparaît pour laisser la place à deux cartouches circulaires dans lesquels sont inscrites en toutes lettres (sur fond blanc et en noir au blanc) les peines infligées par le Code pénal : cette mention légale « La loi punit de mort le contrefacteur » disparaîtra en 1832, remplacée par la peine de travaux forcées à perpétuité. 
La matière du support vient de la papeterie du Marais.

## Variante de 1831

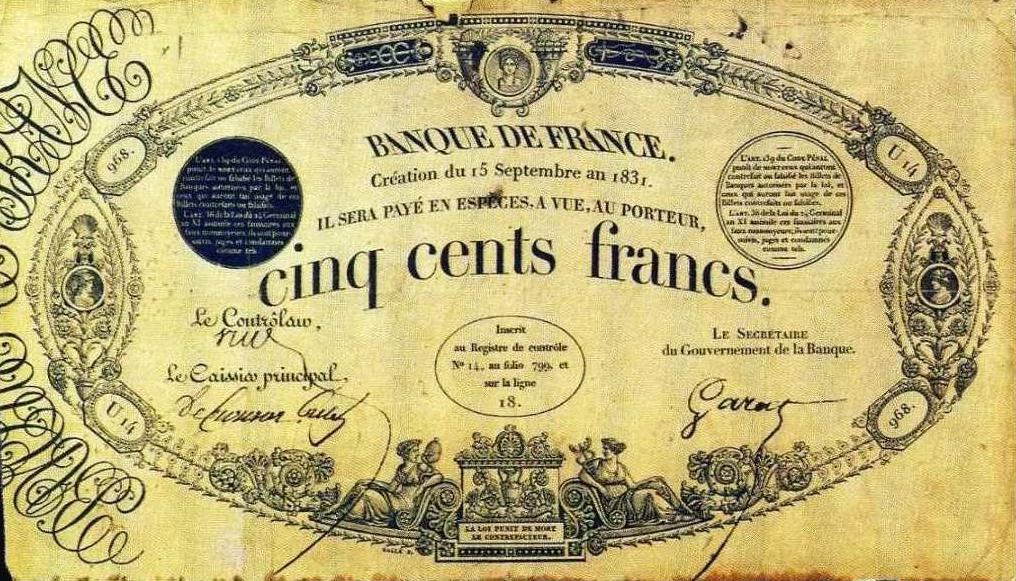
Billet de 500 francs noir type 1831.

À partir du 2 février 1832, on applique au verso du billet la technique de l’impression à l’identique inversé : ces billets sont néanmoins considérés comme unifaces même si cette technique d'impression reste difficile à imiter. Le réglage était extrêmement précis : par transparence, les deux motifs se superposaient parfaitement. 
Par ailleurs, l'Institut utilise parfois un papier jaune, et ajoute enfin trois cartouches : deux de forme circulaire, dont un cartouche imprimé « noir au blanc », positionnés en vis-à-vis pour indiquer le même texte, c'est-à-dire les peines prévues par l'Article 139 en cas de contrefaçon.

## Légende urbaine contemporaine
Un légende fait circuler l'information comme quoi il y aurait une faute grammaticale sur le billet, qui n'aurait été corrigée qu'en 1962 avec l'impression du billet de 50 francs Racine. Une phrase du billet dit : « L’article 139 du code pénal punit de mort ceux qui auront contrefait ou falsifié les Billets de Banques autorisées par la loi, et ceux qui auront fait usage de ces Billets contrefaits ou falsifiés. » La légende pointe les mots « banques  » et « autorisées » qui sont au pluriel, et affirme qu'ils devraient être au singulier. Or, cet accord s'explique par le fait qu'à cette époque, l'émission de billets était un privilège détenu par la Banque de France et une série de banques de province autorisées à le faire. Notons également que le terme « billet de banque » n'est pas défini par la loi à cette époque, les textes officiels usant du terme « billets au porteur et à vue ».